# Теория категорий
Тео́рия катего́рий — раздел математики, изучающий свойства отношений между математическими объектами, не зависящие от внутренней структуры объектов.
Теория категорий занимает центральное место в современной математике, она также нашла применения в информатике, логике и в теоретической физике.
Современное изложение алгебраической геометрии и гомологической алгебры существенно опирается на понятия теории категорий.
Общекатегорийные понятия также активно используются в языке функционального программирования Haskell. Была создана Саундерсом Маклейном и Самуэлем Эйленбергом.

## Определение
Категория {\displaystyle {\mathcal {C}}} — это:
- класс объектов {\displaystyle \mathrm {Ob} _{\mathcal {C}}};
- для каждой пары объектов {\displaystyle A}, {\displaystyle B} задано множество морфизмов (или стрелок) {\displaystyle \mathrm {Hom} _{\mathcal {C}}(A,B)}, причём каждому морфизму соответствуют единственные {\displaystyle A} и {\displaystyle B};
- для пары морфизмов {\displaystyle f\in \mathrm {Hom} (A,B)} и {\displaystyle g\in \mathrm {Hom} (B,C)} определена композиция {\displaystyle g\circ f\in \mathrm {Hom} (A,C)};
- для каждого объекта {\displaystyle A} задан тождественный морфизм {\displaystyle \mathrm {id} _{A}\in \mathrm {Hom} (A,A)};

причём выполняются две аксиомы:
- операция композиции ассоциативна: {\displaystyle h\circ (g\circ f)=(h\circ g)\circ f} и
- тождественный морфизм действует тривиально: {\displaystyle f\circ \mathrm {id} _{A}=\mathrm {id} _{B}\circ f=f} для {\displaystyle f\in \mathrm {Hom} (A,B)}

### Малая категория
Класс объектов не обязательно является множеством в смысле аксиоматической теории множеств.
Категория {\displaystyle {\mathcal {C}}}, в которой {\displaystyle \mathrm {Ob} _{\mathcal {C}}} является множеством и {\displaystyle \mathrm {Hom} ({\mathcal {C}})} (совокупность всех морфизмов категории) является множеством, называется малой.
Кроме того, возможно (с небольшим исправлением определения) рассмотрение категорий, в которых морфизмы между любыми двумя объектами также образуют класс или даже большую структуру.
В этом варианте определения категория, в которой морфизмы между двумя зафиксированными объектами образуют множество, называется локально малой.

### Примеры категорий
- Set — категория множеств. Объектами в этой категории являются множества, морфизмами — отображения множеств.
- Grp — категория групп. Объектами являются группы, морфизмами — отображения, сохраняющие групповую структуру (гомоморфизмы групп).
- VectK — категория векторных пространств над полем K. Морфизмы — линейные отображения.
- Категория модулей.
- DE — категория дифференциальных уравнений.

Аналогично определяются категории для других алгебраических систем.
- Top — категория топологических пространств. Морфизмы — непрерывные отображения.
- Для любого частично упорядоченного множества можно построить малую категорию, объектами которой являются элементы множества, причём между элементами x и y существует единственный морфизм тогда и только тогда, когда x≤y (разумеется, следует отличать эту категорию от категории частично упорядоченных множеств!).
- Met — категория, объектами которой являются метрические пространства, а морфизмами — короткие отображения.

### Коммутативные диаграммы
Стандартным способом описания утверждений теории категорий являются коммутативные диаграммы.
Коммутативная диаграмма — это ориентированный граф, в вершинах которого находятся объекты, а стрелками являются морфизмы, причём результат композиции стрелок не зависит от выбранного пути.
Например, аксиомы теории категорий (ассоциативность композиции и свойство тождественного морфизма) можно записать с помощью диаграмм:

### Двойственность
Для категории {\displaystyle {\mathcal {C}}} можно определить двойственную категорию {\displaystyle {\mathcal {C}}^{op}}, в которой:
- объекты совпадают с объектами исходной категории;
- морфизмы получаются «обращением стрелок»: {\displaystyle \mathrm {Hom} _{{\mathcal {C}}^{op}}(B,A)\simeq \mathrm {Hom} _{\mathcal {C}}(A,B)}

Принцип двойственности гласит, что для любого утверждения теории категорий можно сформулировать двойственное утверждение с помощью обращения стрелок, при этом истинность утверждения не изменится.
Часто двойственное понятие обозначается тем же термином с приставкой ко- (см. примеры дальше).

## Основные определения и свойства

### Изоморфизм, эндоморфизм, автоморфизм
Морфизм {\displaystyle f\in \mathrm {Hom} (A,B)} называется изоморфизмом, если существует такой морфизм {\displaystyle g\in \mathrm {Hom} (B,A)}, что {\displaystyle g\circ f=\mathrm {id} _{A}} и {\displaystyle f\circ g=\mathrm {id} _{B}}.
Два объекта, между которыми существует изоморфизм, называются изоморфными.
В частности, тождественный морфизм является изоморфизмом, поэтому любой объект изоморфен сам себе.
Морфизмы, в которых начало и конец совпадают, называют эндоморфизмами.
Множество эндоморфизмов {\displaystyle \mathrm {End} (A)=\mathrm {Hom} (A,A)} является моноидом относительно операции композиции с единичным элементом {\displaystyle \mathrm {id} _{A}}.
Эндоморфизмы, которые одновременно являются изоморфизмами, называются автоморфизмами.
Автоморфизмы любого объекта образуют группу автоморфизмов {\displaystyle \mathrm {Aut} (A)} по композиции.

### Мономорфизм, эпиморфизм, биморфизм
Мономорфизм — это морфизм {\displaystyle f\in \mathrm {Hom} (A,B)} такой, что для любых {\displaystyle g_{1},g_{2}\in \mathrm {Hom} (X,A)} из {\displaystyle f\circ g_{1}=f\circ g_{2}} следует, что {\displaystyle g_{1}=g_{2}}. Композиция мономорфизмов есть мономорфизм.
Эпиморфизм — это такой морфизм {\displaystyle f\in \mathrm {Hom} (A,B)}, что для любых {\displaystyle g_{1},g_{2}\in \mathrm {Hom} (B,X)} из {\displaystyle g_{1}\circ f=g_{2}\circ f} следует {\displaystyle g_{1}=g_{2}}. Композиция эпиморфизмов есть эпиморфизм.
Биморфизм — это морфизм, являющийся одновременно мономорфизмом и эпиморфизмом.
Любой изоморфизм есть биморфизм, но не любой биморфизм есть изоморфизм.
Мономорфизм, эпиморфизм и биморфизм являются обобщениями понятий инъективного, сюръективного и биективного отображения соответственно.
Любой изоморфизм является мономорфизмом и эпиморфизмом, обратное, вообще говоря, верно не для всех категорий.

### Инициальный и терминальный объекты
Инициальный (начальный, универсально отталкивающий) объект категории — это такой объект, из которого в любой объект категории существует единственный морфизм.
Если инициальные объекты в категории существуют, то все они изоморфны.
Двойственным образом определяется терминальный или универсально притягивающий объект — это такой объект, в который из любого объекта категории существует единственный морфизм.
Объект категории называется нулевым, если он одновременно инициальный и терминальный.
Пример: В категории Set инициальным объектом является пустое множество {\displaystyle \varnothing }, терминальным — любое множество из одного элемента {\displaystyle \{\cdot \}}.
Пример: В категории Grp существует нулевой объект — это группа из одного элемента.

### Произведение и сумма объектов
Произведение (пары) объектов A и B — это объект {\displaystyle A\times B} с морфизмами {\displaystyle p_{1}:A\times B\to A} и {\displaystyle p_{2}:A\times B\to B} такими, что для любого объекта {\displaystyle C} с морфизмами {\displaystyle f_{1}:C\to A} и {\displaystyle f_{2}:C\to B} существует единственный морфизм {\displaystyle g:C\to A\times B} такой, что диаграмма, изображённая справа, коммутативна.
Морфизмы {\displaystyle p_{1}:A\times B\to A} и {\displaystyle p_{2}:A\times B\to B} называются проекциями.
Двойственно определяется сумма или копроизведение {\displaystyle A+B} объектов {\displaystyle A} и {\displaystyle B}.
Соответствующие морфизмы {\displaystyle \imath _{A}:A\to A+B} и {\displaystyle \imath _{B}:B\to A+B} называются вложениями.
Несмотря на своё название, в общем случае они могут и не быть мономорфизмами.
Если произведение и копроизведение существуют, то они определяются однозначно с точностью до изоморфизма.
Пример: В категории Set произведение A и B — это прямое произведение в смысле теории множеств {\displaystyle A\times B}, а сумма — дизъюнктное объединение {\displaystyle A\sqcup B}.
Пример: В категории колец Ring сумма — это тензорное произведение {\displaystyle A\otimes B}, а произведение — прямая сумма колец {\displaystyle A\oplus B}.
Пример: В категории VectK (конечные) произведение и сумма изоморфны — это прямая сумма векторных пространств {\displaystyle A\oplus B}.
Несложно определить аналогичным образом произведение любого семейства объектов {\displaystyle \prod _{i\in I}A_{i}}.
Бесконечные произведения устроены в общем случае гораздо сложнее, чем конечные.
Например, в то время как конечные произведения и копроизведения в VectK изоморфны прямым суммам, бесконечные произведения и копроизведения не являются изоморфными.
Элементами бесконечного произведения {\displaystyle \prod _{i\in I}V_{i}} являются произвольные бесконечные последовательности элементов {\displaystyle v_{i}\in V_{i}}, в то время как элементами бесконечного копроизведения {\displaystyle \coprod _{i\in I}V_{i}} являются последовательности, в которых лишь конечное число членов — ненулевые.

## Функторы
Функторы — это отображения категорий, сохраняющие структуру.
Точнее,
(Ковариантный) функтор {\displaystyle {\mathcal {F}}:{\mathcal {C}}\to {\mathcal {D}}} ставит в соответствие каждому объекту категории {\displaystyle {\mathcal {C}}} объект категории {\displaystyle {\mathcal {D}}} и каждому морфизму {\displaystyle f:A\to B} морфизм {\displaystyle F(f):{\mathcal {F}}(A)\to {\mathcal {F}}(B)} так, что
- {\displaystyle F(\mathrm {id} _{A})=\mathrm {id} _{F(A)}} и
- {\displaystyle F(g)\circ F(f)=F(g\circ f)}.

Контравариантный функтор, или кофунктор можно понимать как ковариантный функтор из {\displaystyle {\mathcal {C}}} в {\displaystyle {\mathcal {D}}^{op}} (или из {\displaystyle {\mathcal {C}}^{op}} в {\displaystyle {\mathcal {D}}}), то есть «функтор, переворачивающий стрелки». А именно, каждому морфизму {\displaystyle f:A\to B} он сопоставляет морфизм {\displaystyle F(f):{\mathcal {F}}(B)\to {\mathcal {F}}(A)}, соответственным образом обращается правило композиции: {\displaystyle F(g)\circ F(f)=F(f\circ g)}.

## Естественные преобразования
Понятие естественного преобразования выражает связь между двумя функторами.
Функторы часто описывают «естественные конструкции», в этом смысле естественные преобразования описывают «естественные морфизмы» таких конструкций.
Если {\displaystyle F} и {\displaystyle G} — ковариантные функторы из категории {\displaystyle C} в {\displaystyle D}, то естественное преобразование {\displaystyle \eta } сопоставляет каждому объекту {\displaystyle X} категории {\displaystyle C} морфизм {\displaystyle \eta _{X}:F(X)\to G(X)} таким образом, что для любого морфизма {\displaystyle f:X\to Y} в категории {\displaystyle C} следующая диаграмма коммутативна:
Два функтора называются естественно изоморфными, если между ними существует естественное преобразование, такое что {\displaystyle \eta _{X}} — изоморфизм для любого {\displaystyle X}.

## Некоторые типы категорий
- Моноидальные категории
- Абелевы категории
- Топосы